# 65100 Birtwhistle
65100 Birtwhistle è un asteroide della fascia principale. Scoperto nel 2002, presenta un'orbita caratterizzata da un semiasse maggiore pari a 3,1576037 UA e da un'eccentricità di 0,0804655, inclinata di 22,84764° rispetto all'eclittica.
L'asteroide è dedicato all'astronomo amatoriale britannico Peter Birtwhistle.